# Список астероїдів (75001—75100)
| Назва                        | Тимчасове позначення | Дата відкриття    | Місце відкриття            | Відкривач                            |
| ---------------------------- | -------------------- | ----------------- | -------------------------- | ------------------------------------ |
| (75001) 1999 TX283           | 1999 TX283           | 9 жовтня 1999     | Сокорро (Нью-Мексико)      | LINEAR                               |
| (75002) 1999 TM285           | 1999 TM285           | 9 жовтня 1999     | Сокорро (Нью-Мексико)      | LINEAR                               |
| (75003) 1999 TO286           | 1999 TO286           | 10 жовтня 1999    | Сокорро (Нью-Мексико)      | LINEAR                               |
| (75004) 1999 TQ291           | 1999 TQ291           | 10 жовтня 1999    | Сокорро (Нью-Мексико)      | LINEAR                               |
| (75005) 1999 TZ297           | 1999 TZ297           | 1 жовтня 1999     | Каталінський огляд         | Каталінський огляд                   |
| (75006) 1999 TX308           | 1999 TX308           | 6 жовтня 1999     | Обсерваторія Кітт-Пік      | Spacewatch                           |
| (75007) 1999 TU320           | 1999 TU320           | 10 жовтня 1999    | Сокорро (Нью-Мексико)      | LINEAR                               |
| (75008) 1999 TE328           | 1999 TE328           | 12 жовтня 1999    | Сокорро (Нью-Мексико)      | LINEAR                               |
| (75009) 1999 UC              | 1999 UC              | 16 жовтня 1999    | Обсерваторія Ондржейов     | Петр Правец, Петер Кушнірак          |
| (75010) 1999 UP              | 1999 UP              | 16 жовтня 1999    | Вішнянська обсерваторія    | Корадо Корлевіч                      |
| (75011) 1999 UQ1             | 1999 UQ1             | 17 жовтня 1999    | Обсерваторія Ніхондайра    | Такеші Урата                         |
| (75012) 1999 UO3             | 1999 UO3             | 17 жовтня 1999    | Вішнянська обсерваторія    | Корадо Корлевіч                      |
| (75013) 1999 UJ4             | 1999 UJ4             | 29 жовтня 1999    | Обсерваторія Фарпойнт      | Ґері Гаґ, Ґрем Белл                  |
| (75014) 1999 UO4             | 1999 UO4             | 31 жовтня 1999    | Обсерваторія Фаунтін-Гіллс | Чарльз Джулз                         |
| (75015) 1999 UW4             | 1999 UW4             | 29 жовтня 1999    | Обсерваторія Кітт-Пік      | Spacewatch                           |
| (75016) 1999 UC5             | 1999 UC5             | 29 жовтня 1999    | Каталінський огляд         | Каталінський огляд                   |
| (75017) 1999 UE5             | 1999 UE5             | 29 жовтня 1999    | Сокорро (Нью-Мексико)      | LINEAR                               |
| (75018) 1999 UL5             | 1999 UL5             | 29 жовтня 1999    | Сокорро (Нью-Мексико)      | LINEAR                               |
| (75019) 1999 UZ7             | 1999 UZ7             | 29 жовтня 1999    | Каталінський огляд         | Каталінський огляд                   |
| (75020) 1999 UM8             | 1999 UM8             | 29 жовтня 1999    | Каталінський огляд         | Каталінський огляд                   |
| (75021) 1999 UO8             | 1999 UO8             | 29 жовтня 1999    | Каталінський огляд         | Каталінський огляд                   |
| (75022) 1999 UP8             | 1999 UP8             | 29 жовтня 1999    | Каталінський огляд         | Каталінський огляд                   |
| (75023) 1999 UH9             | 1999 UH9             | 29 жовтня 1999    | Каталінський огляд         | Каталінський огляд                   |
| (75024) 1999 UA14            | 1999 UA14            | 29 жовтня 1999    | Каталінський огляд         | Каталінський огляд                   |
| (75025) 1999 UJ14            | 1999 UJ14            | 29 жовтня 1999    | Каталінський огляд         | Каталінський огляд                   |
| (75026) 1999 UT14            | 1999 UT14            | 29 жовтня 1999    | Каталінський огляд         | Каталінський огляд                   |
| (75027) 1999 UG17            | 1999 UG17            | 29 жовтня 1999    | Обсерваторія Кітт-Пік      | Spacewatch                           |
| (75028) 1999 US17            | 1999 US17            | 30 жовтня 1999    | Обсерваторія Кітт-Пік      | Spacewatch                           |
| (75029) 1999 UR20            | 1999 UR20            | 31 жовтня 1999    | Обсерваторія Кітт-Пік      | Spacewatch                           |
| (75030) 1999 UQ23            | 1999 UQ23            | 28 жовтня 1999    | Каталінський огляд         | Каталінський огляд                   |
| (75031) 1999 UX23            | 1999 UX23            | 28 жовтня 1999    | Каталінський огляд         | Каталінський огляд                   |
| (75032) 1999 UT24            | 1999 UT24            | 28 жовтня 1999    | Каталінський огляд         | Каталінський огляд                   |
| (75033) 1999 UU24            | 1999 UU24            | 28 жовтня 1999    | Каталінський огляд         | Каталінський огляд                   |
| (75034) 1999 UV25            | 1999 UV25            | 30 жовтня 1999    | Каталінський огляд         | Каталінський огляд                   |
| (75035) 1999 UY25            | 1999 UY25            | 30 жовтня 1999    | Каталінський огляд         | Каталінський огляд                   |
| (75036) 1999 UD26            | 1999 UD26            | 30 жовтня 1999    | Каталінський огляд         | Каталінський огляд                   |
| (75037) 1999 UG28            | 1999 UG28            | 30 жовтня 1999    | Обсерваторія Кітт-Пік      | Spacewatch                           |
| (75038) 1999 UB31            | 1999 UB31            | 31 жовтня 1999    | Обсерваторія Кітт-Пік      | Spacewatch                           |
| (75039) 1999 UC32            | 1999 UC32            | 31 жовтня 1999    | Обсерваторія Кітт-Пік      | Spacewatch                           |
| (75040) 1999 UP33            | 1999 UP33            | 31 жовтня 1999    | Обсерваторія Кітт-Пік      | Spacewatch                           |
| (75041) 1999 UB38            | 1999 UB38            | 17 жовтня 1999    | Обсерваторія Кітт-Пік      | Spacewatch                           |
| (75042) 1999 UQ38            | 1999 UQ38            | 29 жовтня 1999    | Станція Андерсон-Меса      | LONEOS                               |
| (75043) 1999 UE39            | 1999 UE39            | 29 жовтня 1999    | Станція Андерсон-Меса      | LONEOS                               |
| (75044) 1999 UG42            | 1999 UG42            | 20 жовтня 1999    | Станція Андерсон-Меса      | LONEOS                               |
| (75045) 1999 UK43            | 1999 UK43            | 28 жовтня 1999    | Каталінський огляд         | Каталінський огляд                   |
| (75046) 1999 UM43            | 1999 UM43            | 28 жовтня 1999    | Каталінський огляд         | Каталінський огляд                   |
| (75047) 1999 UD44            | 1999 UD44            | 29 жовтня 1999    | Каталінський огляд         | Каталінський огляд                   |
| (75048) 1999 UM46            | 1999 UM46            | 31 жовтня 1999    | Каталінський огляд         | Каталінський огляд                   |
| (75049) 1999 UX46            | 1999 UX46            | 29 жовтня 1999    | Станція Андерсон-Меса      | LONEOS                               |
| (75050) 1999 UN47            | 1999 UN47            | 30 жовтня 1999    | Каталінський огляд         | Каталінський огляд                   |
| (75051) 1999 UN48            | 1999 UN48            | 30 жовтня 1999    | Каталінський огляд         | Каталінський огляд                   |
| (75052) 1999 UM50            | 1999 UM50            | 30 жовтня 1999    | Каталінський огляд         | Каталінський огляд                   |
| (75053) 1999 UH54            | 1999 UH54            | 22 жовтня 1999    | Сокорро (Нью-Мексико)      | LINEAR                               |
| (75054) 1999 UQ57            | 1999 UQ57            | 31 жовтня 1999    | Станція Андерсон-Меса      | LONEOS                               |
| (75055) 1999 VX2             | 1999 VX2             | 4 листопада 1999  | Обсерваторія Наті-Кацуура  | Йошісада Шімідзу, Такеші Урата       |
| (75056) 1999 VJ4             | 1999 VJ4             | 1 листопада 1999  | Каталінський огляд         | Каталінський огляд                   |
| (75057) 1999 VR4             | 1999 VR4             | 7 листопада 1999  | Обсерваторія Лайм-Крік     | Роберт Ліндергольм                   |
| 75058 Hanau                  | 1999 VK5             | 6 листопада 1999  | Обсерваторія Садзі         | Обсерваторія Садзі                   |
| (75059) 1999 VU5             | 1999 VU5             | 5 листопада 1999  | Обсерваторія Оїдзумі       | Такао Кобаяші                        |
| (75060) 1999 VJ6             | 1999 VJ6             | 5 листопада 1999  | Обсерваторія Оїдзумі       | Такао Кобаяші                        |
| (75061) 1999 VK7             | 1999 VK7             | 7 листопада 1999  | Вішнянська обсерваторія    | Корадо Корлевіч                      |
| (75062) 1999 VZ7             | 1999 VZ7             | 8 листопада 1999  | Вішнянська обсерваторія    | Корадо Корлевіч                      |
| 75063 Koestler               | 1999 VO8             | 1 листопада 1999  | Обсерваторія Ньйоска       | Стефано Спосетті                     |
| (75064) 1999 VF10            | 1999 VF10            | 9 листопада 1999  | Обсерваторія Оїдзумі       | Такао Кобаяші                        |
| (75065) 1999 VO10            | 1999 VO10            | 9 листопада 1999  | Обсерваторія Оїдзумі       | Такао Кобаяші                        |
| (75066) 1999 VK11            | 1999 VK11            | 10 листопада 1999 | Вішнянська обсерваторія    | Корадо Корлевіч                      |
| (75067) 1999 VN12            | 1999 VN12            | 11 листопада 1999 | Обсерваторія Фаунтін-Гіллс | Чарльз Джулз                         |
| (75068) 1999 VR13            | 1999 VR13            | 2 листопада 1999  | Сокорро (Нью-Мексико)      | LINEAR                               |
| (75069) 1999 VW17            | 1999 VW17            | 2 листопада 1999  | Обсерваторія Кітт-Пік      | Spacewatch                           |
| (75070) 1999 VX17            | 1999 VX17            | 2 листопада 1999  | Обсерваторія Кітт-Пік      | Spacewatch                           |
| (75071) 1999 VB19            | 1999 VB19            | 11 листопада 1999 | Обсерваторія Фарпойнт      | Ґрем Белл, Ґері Гаґ                  |
| 75072 Тімерскін (Timerskine) | 1999 VU19            | 14 листопада 1999 | Туїлі                      | Патрік Віґґінс, Голлі Фанеф          |
| (75073) 1999 VK21            | 1999 VK21            | 11 листопада 1999 | Станція Сінлун             | SCAP                                 |
| (75074) 1999 VU21            | 1999 VU21            | 12 листопада 1999 | Вішнянська обсерваторія    | Корадо Корлевіч                      |
| (75075) 1999 VB22            | 1999 VB22            | 13 листопада 1999 | Вішнянська обсерваторія    | Корадо Корлевіч                      |
| (75076) 1999 VE22            | 1999 VE22            | 12 листопада 1999 | Обсерваторія Фарпойнт      | Ґері Гаґ, Ґрем Белл                  |
| (75077) 1999 VP22            | 1999 VP22            | 13 листопада 1999 | Обсерваторія Фаунтін-Гіллс | Чарльз Джулз                         |
| (75078) 1999 VG23            | 1999 VG23            | 8 листопада 1999  | Обсерваторія Мальорки      | Рафаель Пачеко, Альваро Лопес-Ґарсіа |
| (75079) 1999 VN24            | 1999 VN24            | 15 листопада 1999 | Обсерваторія Фаунтін-Гіллс | Чарльз Джулз                         |
| (75080) 1999 VP24            | 1999 VP24            | 12 листопада 1999 | Обсерваторія Квістаберг    | Астероїдний огляд Уппсала-DLR        |
| (75081) 1999 VC25            | 1999 VC25            | 13 листопада 1999 | Обсерваторія Оїдзумі       | Такао Кобаяші                        |
| (75082) 1999 VF26            | 1999 VF26            | 3 листопада 1999  | Сокорро (Нью-Мексико)      | LINEAR                               |
| (75083) 1999 VV26            | 1999 VV26            | 3 листопада 1999  | Сокорро (Нью-Мексико)      | LINEAR                               |
| (75084) 1999 VX26            | 1999 VX26            | 3 листопада 1999  | Сокорро (Нью-Мексико)      | LINEAR                               |
| (75085) 1999 VC28            | 1999 VC28            | 3 листопада 1999  | Сокорро (Нью-Мексико)      | LINEAR                               |
| (75086) 1999 VU28            | 1999 VU28            | 3 листопада 1999  | Сокорро (Нью-Мексико)      | LINEAR                               |
| (75087) 1999 VY28            | 1999 VY28            | 3 листопада 1999  | Сокорро (Нью-Мексико)      | LINEAR                               |
| (75088) 1999 VV29            | 1999 VV29            | 3 листопада 1999  | Сокорро (Нью-Мексико)      | LINEAR                               |
| (75089) 1999 VY30            | 1999 VY30            | 3 листопада 1999  | Сокорро (Нью-Мексико)      | LINEAR                               |
| (75090) 1999 VP31            | 1999 VP31            | 3 листопада 1999  | Сокорро (Нью-Мексико)      | LINEAR                               |
| (75091) 1999 VL33            | 1999 VL33            | 3 листопада 1999  | Сокорро (Нью-Мексико)      | LINEAR                               |
| (75092) 1999 VG34            | 1999 VG34            | 3 листопада 1999  | Сокорро (Нью-Мексико)      | LINEAR                               |
| (75093) 1999 VA35            | 1999 VA35            | 3 листопада 1999  | Сокорро (Нью-Мексико)      | LINEAR                               |
| (75094) 1999 VD35            | 1999 VD35            | 3 листопада 1999  | Сокорро (Нью-Мексико)      | LINEAR                               |
| (75095) 1999 VT36            | 1999 VT36            | 3 листопада 1999  | Сокорро (Нью-Мексико)      | LINEAR                               |
| (75096) 1999 VW36            | 1999 VW36            | 3 листопада 1999  | Сокорро (Нью-Мексико)      | LINEAR                               |
| (75097) 1999 VO37            | 1999 VO37            | 3 листопада 1999  | Сокорро (Нью-Мексико)      | LINEAR                               |
| (75098) 1999 VK38            | 1999 VK38            | 10 листопада 1999 | Сокорро (Нью-Мексико)      | LINEAR                               |
| (75099) 1999 VA41            | 1999 VA41            | 1 листопада 1999  | Обсерваторія Кітт-Пік      | Spacewatch                           |
| (75100) 1999 VF43            | 1999 VF43            | 4 листопада 1999  | Обсерваторія Кітт-Пік      | Spacewatch                           |